# Шервуд, Перси (офицер полиции)
Сэр А́ртур Пе́рси Ше́рвуд, KCMG MVO ADC (18 марта 1854, Оттава, Канада — 15 октября 1940) — полковник канадской Полиции Доминиона (одной из предшественниц Королевской канадской конной полиции), её комиссар в 1885—1919 годах. Шервуд, занимавший пост комиссара Полиции Доминиона пост 34 года — дольше всех в истории сыграл важную роль в развитии разведки и служб безопасности в Канаде в конце XIX — начале XX века.

## Биография
Перси Шервуд родился 18 марта 1854 года в Оттаве. Окончил Колледж Лисгар. Служил в Канадской милиции — сначала в Гвардейской пехоте генерал-губернатора, затем командовал 43-м Собственным герцога Корнуолльского стрелковым полком (ныне Собственный герцога Эдинбургского Кэмеронский полк горцев, 4-я Канадская дивизия).
В апреле 1870 года Шервуд был назначен начальником оттавской полиции, а в июне 1877 года стал заместителем шерифа округа Карлтон. В октябре 1882 года его назначили начальником Полиции Доминиона, а три года спустя, в ноябре 1885 году он получил высший пост в полиции — комиссара. Оставался на этом посту до 1919 года.
Умер 15 октября 1940 года.

## Семья
25 апреля 1883 года в Оттаве женился на Эстер Альберте Слейтер (англ. Esther Alberta Slater; род.1861), в браке принявшей фамилию мужа. В их семье родилось двое детей:
- Сын — Ливиус Перси Шервуд (род. 1885, Карлтон, Онтарио) — юрист по образованию, ставший известной в Оттаве персоной. Член ряда элитных клубов, в частности Клуба Ридо[англ.]. Майор 5-го полка королевских драгунов. Супруга — Беатрис Уоррен Шервуд (в девичестве Энглин).
  - Внучка — Ливиус Энглин Шервуд (1923—2002).
- Сын — Эдсон Кроуфорд Шервуд (1987—1968) — стал военным, в 1946 году получил звание капитана. Супруга — Кэтлин Рут Шервуд (в девичестве Эвери).